# Марія Кошутська
Марія Кошутська (пол. Marianna Karolina Sabina Koszutska, герба Лещиць; псевдонім Віра Костшева, Wera Kostrzewa; 2 лютого 1876, Ґлувчин, Царство Польське — 9 липня 1939, Москва, СРСР) — активістка польського робітничого, соціалістичного і комуністичного руху, рання теоретикиня Комуністичної партії Польщі (КПП). За професією вчителька.

## Біографія
Народилася 1876 року в селі Глувчин, поблизу міста Каліша. Повернувшись з річного курсу навчання в паризькій Сорбонні, в 1902 році вступила до складу Польської соціалістичної партіюї (Polska Partia Socialistyczna, PPS). У лавах партії познайомилася з інженером-електриком Юзефом Цишевським, з яким пізніше одружилася. Восени 1902 року призначена директоркою середньої школи в Лодзі.
За революційну діяльність неодноразово зазнавала арештів і заслань. Уперше була заарештована у березні 1903 року і відправлена до Лодзинскої в'язниці, звідки її перевели до Варшавської цитаделі, де провела три місяці в X павільйоні.
У квітні 1904 року засуджена до трьох років заслання, скороченого згодом до двох років, у Холмогорах поблизу Архангельська, але змогла отримати дозвіл тимчасово повернутися додому доглядати за важкохворою матір'ю. Після смерті матері брала участь у Революції 1905—1907 років у Польщі під підпільним псевдонімом Віра. 
22 грудня 1905 року була арештована в квартирі Юзефа Білецького і постала перед Варшавським окружним військовим судом. У квітні 1906 року адвокат Станіслав Патек звернувся до генерал-губернатора з клопотанням про звільнення з в'язниці за її вкрай поганий стан здоров'я. Тільки через 4 місяці Кошутську доставили в лікарню, звідки вона втекла.
У травні 1906 року була обрана членкинею виконавчого комітету Варшавського робітничого комітету, а також керувала Варшавською бойовою організацією Казімежа Соснковського. 7 серпня 1906 року одружилася з Юзефом Цишевським. У наступному році через репресії перебралася до австрійської частини і пропрацювала там сім років у Кракові.
У листопаді 1906 року ППС на з'їзді у Відні розкололася, внаслідок чого Бойова організація і прихильники Юзефа Пілсудського були виключені і утворили Польську соціалістичну партію — революційну фракцію, а решта членів перетворили організацію в Польську соціалістичну партію — лівицю. Віра Костшева була в числі провідних діячів і теоретиків ППС-лівиці. У 1906—1918 роках обиралася членкинею її центрального робочого комітету.
В 1908—1914 роках працювала співредакторкою журналу «Robotnik» під псевдонімом М. Збойньська (M. Zboińska), пізніше також співпрацювала з «Głos Robotniczy». З початком Першої світової війни перенесла свою діяльність до Домбровського вугільного басейну, а потім до Лодзя, звідки вирушила до окупованої німцями Варшави.

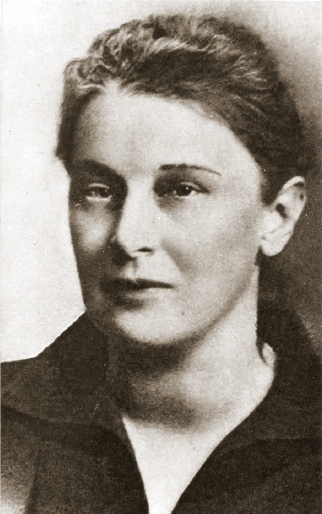
Марія Кошутська близько 1920 року

Активно виступала за об'єднання ППС-лівиці і Соціал-демократії Королівства Польського і Литви на принципах марксизму в єдину революційну соціалістичну партію. Коли 16 грудня 1918 року була створена Комуністична робітнича партія Польщі, Кошутська як головна ідеологиня увійшла до її Центарльного комітету. З перервами засідала у складі ЦК компартії Польщі протягом 1918—1929 років (і Політбюро ЦК у 1923—1929 роках), відігравала значну роль у розробці програмних документів партії з аграрних і національних питань. З 1930 проживала в СРСР.
Відстоюючи незалежність Польщі, виступала проти походу Червоної Армії на Варшаву. Брала участь у створенні Рад робітничих делегатів, після їх розгрому 2 лютого 1920 року заарештована разом з Цишевським, Адольфом Варським і Францишком Фідлером. Звільнена через кілька тижнів, у середині року знову ув'язнена в містах Вронкі та Сьрем. Вийшовши звідти в 1921 році, залишила країну і жила у Вільному місті Гданську, Берліні і Москві, звідки кілька разів нелегально приїжджала до Польщі.
Була головною представницею поміркованої «більшості» у польській компартії, разом з Генриком Лауером опублікувала тези про ситуацію в Польщі. Марія Кошутська зіграла велику роль у формулюванні положень Другого з'їзду КРПП, які зустріли опір не тільки в партійних колах, але і на V конгресі Комінтерну в 1924 році (Кошутська брала участь у роботі конгресів Комінтерну з IV по VI). Комісія Комінтерну на чолі зі Йосипом Сталіним звинуватила керівництво КРПП у конфлікті з РКП(б), підтримці троцькістської опозиції і ворожій позиції щодо радянської влади.
Після 1929 роки проживала в  Радянському Союзі, працюючи у видавництві. Виступала проти сталінізації КПП і Комуністичного Інтернаціоналу. Арештована в серпні 1937 року під час сталінських чисток, звинувачена в прихильності націоналістичних і троцькістських поглядів. 
Померла у в'язниці в 1939 році. Реабілітована посмертно в 1956 році.

## Зібрання творів
- Maria Koszutska (Wera Kostrzewa), Pisma i przemówienia, tomy 1-3, wyd. Książka i Wiedza, Warszawa 1961—1962.